# Mascogos
Los mascogos (también llamados negros mascogos) es un grupo afromexicano en Coahuila, México. Concentrados en la ciudad de El Nacimiento en el municipio de Múzquiz, el grupo es descendientes de semínolas negros huyendo la amenaza de esclavitud en los Estados Unidos.

## Historia
Después del movimiento forzado de los semínolas y semínolas negros de Florida a Territorio indio, un grupo liderado por el subjefe de seminoles Wild Cat y el jefe de seminoles negros John Horse se mudó al norte de México. El grupo se estableció en El Nacimiento en 1852. Trabajaron para el gobierno mexicano para protegerse en contra de las redadas indias. Muchos de los semínolas murieron a causa de la viruela y los restantes finalmente regresaron a los Estados Unidos junto con algunos de los semínolas negros.
En mayo de 2017, el Gobernador de Coahuila Rubén Moreira Valdez firmó un decreto que reconoció la tribu de los negros mascogos como "pueblo indígena de Coahuila". Dijo que espera que los mascogos puedan empezar a recibir fondos del Instituto Nacional de Pueblos Indígenas en el año 2018. Se destacó que la historia de los mascogos, los kikapú y los inmigrantes chinos eran ahora incluidos en los libros de texto de historia.

## Cultura
Mascogo puede derivar de Muscogee. Los capeyuye, canciones religiosas acompañadas de palmas, se realizan en los funerales, Año Nuevo y Navidad. En 2015, se publicó un álbum de capeyuye titulado Mascogo Soul con cuatro matriarcas de Mascogo. Los Mascogos celebran el Juneteenth. Durante las festividades, la comunidad es visitada por miembros de la familia y semínolas negros de Brackettville, Texas. Los platos tradicionales de los mascogos incluyen soske (un tipo de atole), tetapún (pan hecho con camote), empanadas de calabaza o piloncillo y pan de mortero.
El traje tradicional de las mujeres mascogas es un largo vestido de lunares, un delantal y un pañuelo atado alrededor de la cabeza. A partir de 2016, la única "mascoga pura" fue Lucía Vázquez, de 85 años, resultado del frecuente matrimonio fuera de la comunidad. Según Homero Vásquez, un anciano mascogo cuya madre era de Chihuahua, a partir de la década de 1930 hubo una afluencia de agricultores en la región; lo que resulta en un aumento del matrimonio con los forasteros. Existe una importante migración de los jóvenes de El Nacimiento a otras partes de México y los Estados Unidos debido a la falta de oportunidades. El criollo afrosemínola
se usa para capeyuye y es hablado principalmente por los ancianos.